# Чічаґлуй-є-Мансур
Чічаґлуй-є-Мансур (перс. چیچگلوی منصور‎‎) — село в Ірані, входить до складу дехестану Баш-Калах у Центральному бахші шахрестану Урмія провінції Західний Азербайджан.